# Asterolasia nivea
Asterolasia nivea är en vinruteväxtart som först beskrevs av Paul G. Wilson, och fick sitt nu gällande namn av Paul G. Wilson. Asterolasia nivea ingår i släktet Asterolasia och familjen vinruteväxter. Inga underarter finns listade i Catalogue of Life.